# ازدواج حارم
ازدواج حارم (ژاپنی: ハレ婚。 هپبورن: Hare-Kon.) یک مجموعه مانگای ژاپنی است که توسط NON نوشته و مصورسازی شده‌است. این مجموعه توسط انتشارات کودانشا از ژوئیه ۲۰۱۴ تا ژوئن ۲۰۱۹ در هفته‌نامه یانگ مگزین به چاپ می‌رسید و فصل‌های آن در نوزده جلد تانکوبون جمع‌آوری شده‌است. یک مجموعه درام تلویزیونی ژاپنی نیز بر پایه نسخه مانگا به کارگردانی تاکاشی نینومیا و کانا یامادا دستمایه اقتباس قرار گرفت که از ژانویه تا مارس ۲۰۲۲، به تعداد ۹ قسمت در شبکهٔ ای‌بی‌سی پخش همگانی شد.

## داستان
کوهارو پی می‌برد که دوست‌پسرش، مردی متأهل بوده و با او به همسرش خیانت می‌کرده است، و سومین مردی محسوب می‌شد که پشت سر یکدیگر این کار را انجام داده‌است. کوهارو یکه و تنها تصمیم می‌گیرد توکیو را ترک کند و به خانه بازگردد، و یک زندگی ساده را به آینده‌ای پر از عشق و ازدواج ترجیح می‌دهد. او زنی ۲۲ ساله و تندخو است که اغلب به سبب ناراحتی‌های جزئی به سرعت از کوره در می‌رود. زمانی که به توکیو می‌رسد، متوجه می‌شود کافه‌ای که والدینش اداره می‌کردند بسته شده‌است، و آن‌ها به شدت بدهکار می‌باشند. مردی به نام ریونوسوکه داته، که کوهارو را دنبال می‌کرد به او پیشنهاد می‌دهد که بدهی آن‌ها را بپردازد، اما به شرطی که کوهارو با او ازدواج کند. سپس کوهارو از این مسأله باخبر می‌شود که زادگاهش چندزنی را برای مقابله با کاهش نرخ زاد ولد قانونی کرده‌است و درنتیجه سومین همسر ریونوسوکه می‌شود.